# HQ-10

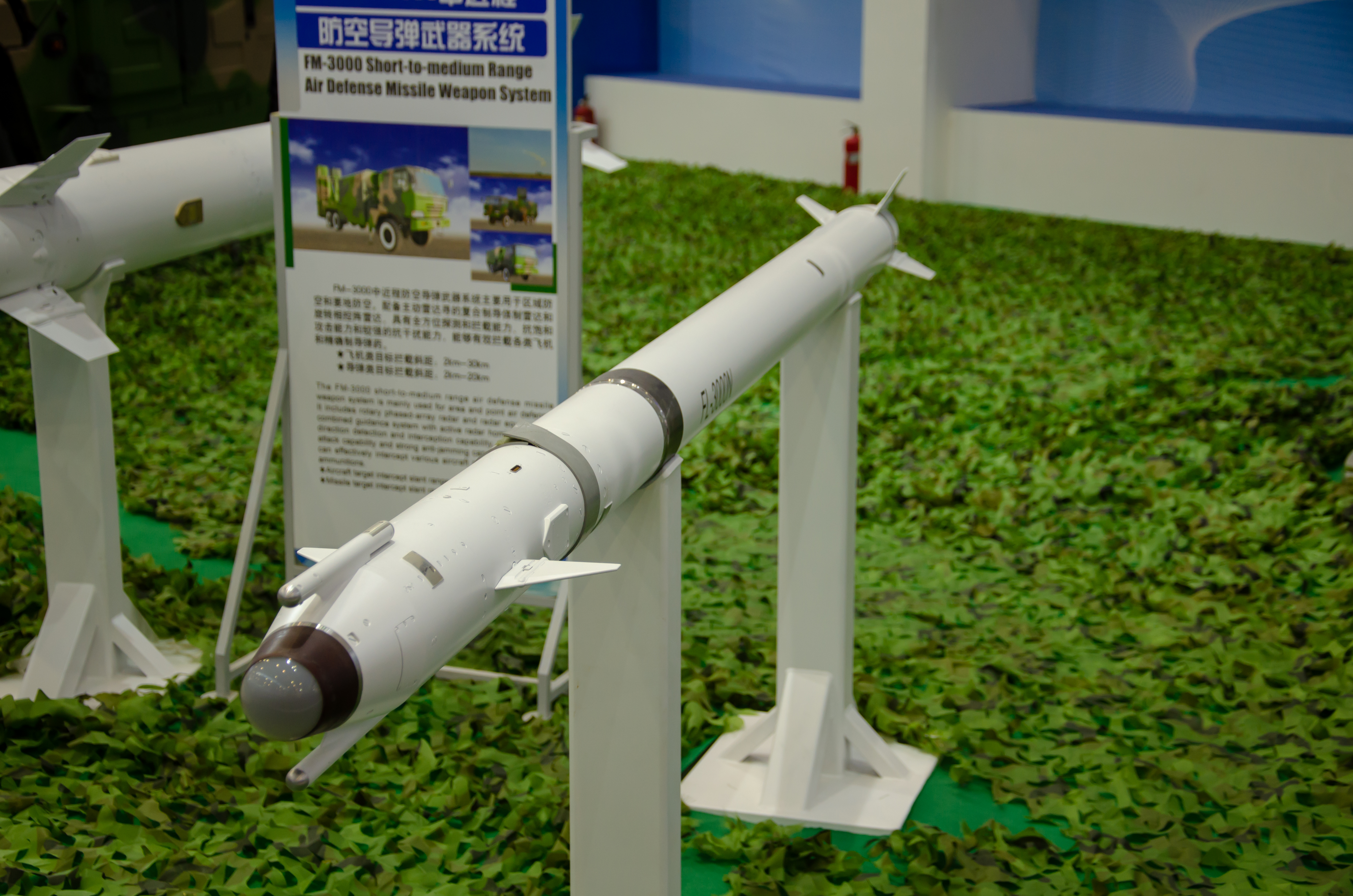
Střela FL-3000N

HQ-10 je čínský raketový systém blízké obrany určený k likvidaci nepřátelských letounů a protilodních střel. Systém byl vyvinutý čínskou státní firmou China Aerospace Science and Technology Corporation.

## Charakteristika
HQ-10 se podobá americko-německému systému blízké obrany RIM-116 Rolling Airframe Missile. Protiletadlová řízená raketa země-vzduch HHQ-10 byla vyvinuta na základě rakety TY-90. Na rozdíl od ní má o třetinu větší průměr, ale nejdůležitější rozdíl je v naváděcím systému. Střela HHQ-10 má dva naváděcí systémy - pasivní radarový naváděcí systém a infračervený naváděcí systém. Odpalovací zařízení má kapacitu 8, 15, 18 nebo 24 střel.

## Varianty
- HQ-10
- HHQ-10 - označení pro námořní verzi
- FL-3000N - označení pro exportní verzi

## Technické specifikace
- délka: 2 m
- šířka: 0,12 m
- průměr: 120 mm
- hmotnost rakety: 20 kg
- hmotnost hlavice: 3 kg
- pohon: raketový motor na tuhé pohonné látky
- rychlost: přibližně 2 450 km/h+ (2 Ma+)
- maximální dosah: 9 000 m[2]

## Uživatelé
- Čína - korvety typu 056, torpédoborce typu 052D, torpédoborce typu 055, vrtulníkové výsadkové lodě typu 075, letadlová loď Liao-ning, letadlová loď Šan-tung
- Bangladéš
- Nigérie